# Controlled Circulation
Controlled Circulation ist ein Vertriebsmodell für Zeitschriften, das bei Fachmagazinen und Special-Interest-Medien angewendet werden kann. Das Abonnement ist dabei für den Leser kostenfrei, der Bezug setzt aber die Zugehörigkeit zur vom Verlag definierten Zielgruppe voraus. Eine „CC-Zeitschrift“ finanziert sich deshalb ausschließlich oder weit überwiegend durch Anzeigenerlöse. Das Modell wird auch mit dem unüblicheren deutschen Begriff „Zielgruppenzeitschrift“ bezeichnet, der wegen einer wettbewerbsrechtlichen Problematik entwickelt wurde.
In der Regel wird vom Bezieher einer CC-Zeitschrift verlangt, dass er sich über umfangreiche Angaben zu beruflicher Stellung und Konsum- oder Investitionsabsichten für ein Abonnement qualifiziert. Die detaillierte Selbstauskunft ersetzt den Abonnementspreis, in kritischer Formulierung erkauft sich der Leser das Abonnement durch die Preisgabe persönlicher Daten. Der Anzeigenvertrieb wird durch die so entstehende Datenbasis mit der exakten Bestimmbarkeit der Leserschaft gefördert.

## Verwandte Vertriebsmodelle
Zeitschriften mit Controlled Circulation erinnern im Erlösmodell an Anzeigenblätter, unterscheiden sich von diesen in der Definition aber durch die namentliche Adressierung und den Qualifizierungsanspruch, in der Praxis durch die höherwertige Ausstattung und die Zielgruppenkategorisierung (fachlicher Zielkreis versus geographischer Zielkreis).
Im Corporate Publishing treten Mischformen von Controlled Circulation mit normalen Vertriebskonzepten auf, wenn zum Beispiel Kundenmagazine sowohl kostenlos an einen qualifizierten Empfängerkreis verschickt werden als auch – in meist geringer Auflage – im Einzelverkauf oder im kostenpflichtigen Abonnement vertrieben werden. Die beiden traditionellen Vertriebskanäle können dabei mit echter Erlösabsicht genutzt werden, der theoretische Verkaufspreis kann aber auch lediglich dazu dienen, die Wertigkeitsanmutung gegenüber den übrigen Empfängern zu erhöhen.

## Zeitschriften mit Controlled Circulation
In Deutschland werden zum Beispiel die Fachmagazine Telecom Handel (Neue Mediengesellschaft Ulm), Computer Reseller News (WEKA Holding), ChannelPartner (IDG) oder CIO (IDG) ganz oder teilweise im Controlled-Circulation-Modell vertrieben.

## Wettbewerbsrechtliche Problematik
Der uneingeschränkten Verwendung von „Controlled Circulation“ als Begriff zur Kennzeichnung einer Vertriebsauflage durch Verlage steht die Verwechslungsgefahr mit „Kontrollierter Auflage“ im Sinne einer durch unabhängiges Audit nachgewiesenen Angabe entgegen: Wenn „Controlled“ als Synonym für „IVW-Kontrolle“ verstanden werden kann, stellt die Verwendung unter Umständen einen wettbewerbsrechtlichen Verstoß dar. Laut einem Urteil des Landgerichts Hamburg (416 O 249/04 vom 25. Januar 2005) darf die CC-Auflage deshalb in Werbematerialien nicht der Zahl bezahlter Abonnements anderer Zeitschriften gegenübergestellt werden. CC-Zeitschriften sind allerdings regulär durch die IVW prüfbar, nachgewiesen wird dann die „verbreitete Auflage“.